# Už jsme doma
Už jsme doma (UJD) je česká avantgardní rocková kapela. Původně byla zformována v Teplicích roku 1985. Po půl roce existence do kapely přešli dva členové legendární teplické punkové skupiny FPB a z původní sestavy zůstali jen dva lidé. Tím se ustavila první významná čtyřčlenná sestava UJD – Jindřich Dolanský, Miroslav Wanek, Romek Hanzlík a Julius Horváth (Písničky FPB dnes UJD příležitostně hraje v rámci koncertu „Už jsme doma a Romek Hanzlík hrají písně FPB“).
Stylově lze jen těžko kapelu obecně charakterizovat: jejich hudba v sobě kombinuje jakýsi druh intelektuálního punku, slovanskou hudební provokaci, africké rytmy, orchestrální punk, funky, ska, gregoriánské chorály, avantgardní melodie, disharmonii, korozi, epileptické a chaotické rytmy – a mnoho dalšího… 
Její žánr se někdy označuje jako post-punk nebo jazz-punk. V zahraničí bývá skupina zařazována mezi tzv. progressive music nebo avantgarde music.
Přestože tato hudba může být někým považována za chaotickou improvizaci, všechny písně jsou předem přesně zapsány do partitury.
Kapela vydala 9 studiových alb, 2 živé záznamy z koncertu, 2 výběry „best of“, DVD obsahující živý záznam koncertu 20. výročí skupiny, DVD dokument o historii skupiny a další.

Kromě toho se kapela také angažuje v projektech filmových, divadelních a všeobecně uměleckých.
Na jaře 2016 frontman Miroslav Wanek odřekl („s okamžitou platností … a to jednou provždy“) tradiční účast kapely na hudebním festivalu Trutnoff, vyzvav ostatní kapely i účastníky k bojkotu – to kvůli nesouhlasu s pozváním bývalého generálního tajemníka KSČ Miloše Jakeše.

## Členové

### Současná sestava
- Miroslav Wanek – zpěv, kytara, klávesy, texty (od roku 1986)
- Pepa Červinka – basa, zpěv (od roku 2005)
- Vojta Bořil – bicí (od roku 2016)
- Adam Tomášek – trubka, zpěv (od roku 2007)
- Martin Velíšek – štětce, obrazy (od roku 1994)

### Bývalí členové
Saxofon
- Jindřich Dolanský (1985–2001)
- Milan Nový (1985–1986)
- Martin Kubát (1986)
- Alice Flesarová (Kalousková) (1989–1991)
- Martina Fialová (1989)

Kytara
- Ota Chlupsa (1985–1986)
- Jiří Solar (1985–1986)
- Romek Hanzlík (1986–1996)
- Radek Podveský (1996–2005)
- Petr Židel (2005–2006)

Basa
- Petr Keřka (1985–1986)
- Pavel Keřka (1989–1993)
- Jan Cerha (1993–1996)
- Kamil Krůta (1996–1997)
- Jan Čejka (1997–2001)
- Jaroslav Cvach (2001–2003)
- Miloš Albrecht (2003–2005)

Bicí
- Jula Horváth (1985–1988)
- Milan Nový (1988–1989, 1993–1996)
- Pavel Pavlíček (1989–1993)
- Petr Böhm (1995–2005)
- Tomáš Paleta (2005–2011)
- Jaroslav Noga (2011–2015)

Klávesy
- Jiří Závodný (1985–1986)

Xylofon
- Roman Kolařík (1986)

Vibrafon
- Romek Hanzlík (1985–1986)

Hoboj
- Martina Fialová (1989)

## Diskografie

### Alba
- Uprostřed slov (In the Middle of Words) (LP, Globus – 1990, CD vydáno u Skoda Rec., Indies, 2×10″ Color LP, !aNGRr! 2015)
- Nemilovaný svět (Unloved World) (LP a CD, Panton, 1990, CD znovuvydáno u Skoda Rec., Indies; verze s anglickým textem, Memphis, 1993, 2×10″ Color LP, !aNGRr! 2016)
- Hollywood (LP/CD, BMG – 1993, CD vydáno nejprve vlastním nákladem, dále Skoda Rec., Indies, 2×10″ Color LP, !aNGRr! 2012)
- Pohádky ze Zapotřebí (Fairytales from Needland) (CD, Indies, Skoda – 1995)
- Jaro, Peklo, Podzim, Zima (Spring, Hell, Autumn, Winter) (soundtrack CD, vlastním nákladem a jako součást knihy 11 – 1996)
- Vancouver 1997 (live CD, Indies – 1997, reedice Skoda Rec. jako bonusové CD s In the Middle of Words)
- Uši (Ears) (CD, Indies, Skoda – 1999, LP, Nikt Nic Nie Wie – 2011)
- Patnáct Kapek Vody (Fifteen Drops Of Water) (Best of CD, Indies – 2000)
- Rybí tuk (Codliver Oil) (CD, Indies, Skoda, Poseidon Rec. – Japan; LP, Nikt Nic Nie Wie – 2003)
- 20 Letů (20 Flyears) (live CD, Indies – 2006)
- Jeskyně (Caves) (CD, Indies – 2010, CD, Cuneiform, USA – 2010)
- Pohádek ze Zapotřebí znovuudělání fortelné (2012)
- Tři křížky (2015)
- Kry (2018)
- Už jsme doma & Randy – Moravian Meeting (Klanggalerie, 2020, komorní koncert z roku 2010 s písněmi The Residents v podání jejich zpěváka a Už jsme doma)

#### Ep
- Parník 1985 (2016,Ep,Papagájúv Hlásatel)
- Rock Debut n.7 (1989, EP, Panton)
- Tříska/Asanační Polka (Už Jsme Doma/Zzzz, Polyvinyl Records 2005

#### Dema/Live
- Live Punkový Parník (Praha 1985)
- Live Rockfest (1986)
- Live I (1986)
- Live II (1986)
- Uprostřed Slov (Demo, únor 1987)
- Už Jsme Doma (1988)
- Live 1988
- Best Off 1988
- Live Čertovo Kolo (Bratislava 1988)
- Koncert v Lucerne 15.5.1989
- Live Kd Kovoprumysl 2.5.1989
- Live Karlovy Vary 25.11.1989

### Video
- Uz jsme doma v Tokiu (Live in Tokyo) (DVD, Poseidon – 2006)
- 20 Letů / Puding (20 Flyears / Pudding) (2× DVD, Indies – 2006)

### Ostatní
- 11 (prostorová kniha, napsal a vymyslel Miroslav Wanek, ilustroval Martin Velíšek, kniha o historii a myšlenkách kapely (součástí knihy byla postupně CD Jaro, peklo, podzim, zima, nebo 15 kapek vody, a nebo DVD Puding, Argo – 1996)

### Kompilace
- Roll Over Teplice (LP, Ann records – 1990 – 3 skladby, reedice na CD In The Middle Of Words)
- Czeching In (CD, Skoda – 1996 – „Jassica“ z alba Hollywood)
- KFJC 89.7 FM: Live From the Devil's Triangle (CD, nezávislý vydavatel – 1998 – „Telefon“, živě z KFJC)
- East Timor Benefit Album (CD, nezávislý vydavatel – 1999 – „Jassica“, živě z CIUT Toronto)
- Brno – město básníků (Brno – the Town of Poets) (CD, Indies – 2007, dříve nevydané píseň „Životopis“)